# USS New Orleans (CA-32)
«Новий Орлеан» (англ. USS New Orleans (CA-32)), раніше CL-32 — американський важкий крейсер часів Другої світової війни, головний корабель однойменного типу .

## Історія створення
«Новий Орлеан» був замовлений 13 лютого 1929 року. Закладений 14 березня 1931 року на верфі «Brooklyn Navy Yard» у Брукліні. Спущений на воду 12 квітня 1933 року, вступив у стрій 15 лютого 1934 року. Спочатку головним кораблем типу був «Асторія». Незважаючи на те, що її було закладено першою, «Асторія» була спущена на воду пізніше і отримала бортовий номер пізніше, ніж «Новий Орлеан». У зв'язку із загибеллю «Асторії» у бою біля острова Саво у 1942 році головним кораблем було призначено «Новий Орлеан». Крім того, відразу після Гуадалканальської кампанії кораблі, що залишилися, пройшли капітальний ремонт, отримавши нові електричні та радіолокаційні системи, а також більш потужну ППО. Для підвищення стійкості кораблів було полегшено надбудови (знято бойову рубку та перебудовано містки, знято один із кранів). Кораблі, що пройшли модернізацію, стали відомі як тип «Новий Орлеан».

## Історія служби

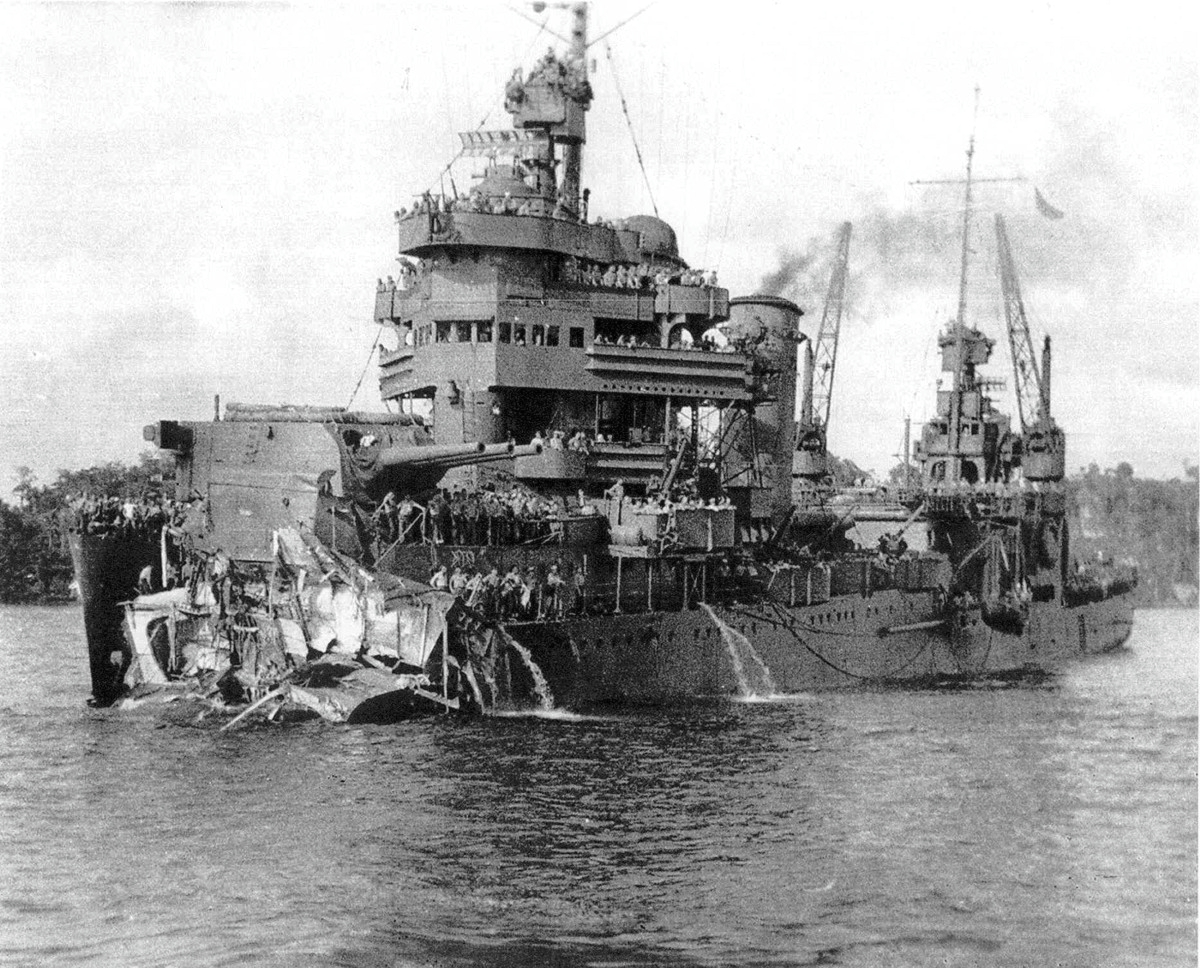
«Новий Орлеан» у гавані Тулаги з відірваним носом після бою у Тассафаронгу

Закладений на верфі New York Navy Yard 14 березня 1931 року . Спущений на воду 12 квітня 1933 року. Введений у дію 15 лютого 1934 року. Служив на Тихому океані у складі 6 дивізії крейсерів. Разом з CA-38 «Сан-Франциско» перебував у Перл-Харборі 7 грудня 1941 року під час атаки японської палубної авіації. Отримав пошкодження і простояв на верфі до січня 1942 року. Після повернення до ладу супроводжував конвої в Австралію та Нумеа. Діяв у складі Оперативного з'єднання № 11. У травні 1942 року бере участь у битві в Кораловому морі, знявши 580 осіб з палаючого «Лексінгтона». Бере участь у битві за Мідвей 4 червня 1942 року. У липні 1942 року увійшов до складу прикриття авіаносця "Саратога". Після торпедування японським підводним човном 31 серпня «Саратоги», супроводжував його на ремонт. 30 листопада у складі Оперативного з'єднання № 67 «Новий Орлеанть у нічному бою біля Тассафаронга. Крейсер отримав попадання торпедою до носової частини, внаслідок чого стався вибух носових льохів. Було відірвано носову частину до другої вежі. 46 м або майже чверть корабля було відірвано.
У супроводі есмінця «Морі» дістався Тулагі власним ходом. Через Сідней пішов у Puget Sound Navy Yard на ремонт. Повернувся до Перл-Харбор у серпні 1943 року. Брав участь в операціях біля острова Вейк та Гілбертових островів. У січні 1944 року він займається обстрілом японських позицій на Кваджеллейні. Під час рейду на Трук входить до складу групи супроводу авіаносців. Разом з CA-36 «Міннеаполіс» топить навчальний крейсер «Каторі» та есмінець «Майкадзе». У квітні прикриває висадку десанту у Холландії. У його грот щоглу врізається пошкоджений літак з авіаносця «Йорктаун», крейсер отримав пошкодження, але залишився в строю. Брав участь у боях біля Сайпана, Трук, у бою у Філіппінському морі. У жовтні брав участь у битві у затоці Лейте у складі Оперативної сполуки № 34. У складі крейсерської ескадри адмірала ДюБоуза потопив пошкоджений авіаносець «Тійода» та есмінець «Хацудзукі». Проходив ремонт на верфі Mare Island NSY з грудня 1944 до березня 1945 року. Прибув на Уліті 18 квітня і брав участь у висадці десанту на Окінаву. Потім у серпні діяв у китайських та корейських водах. За роки Другої світової війни «Новий Орлеан» отримав 16 бойових зірок.